# 韋羅尼卡山

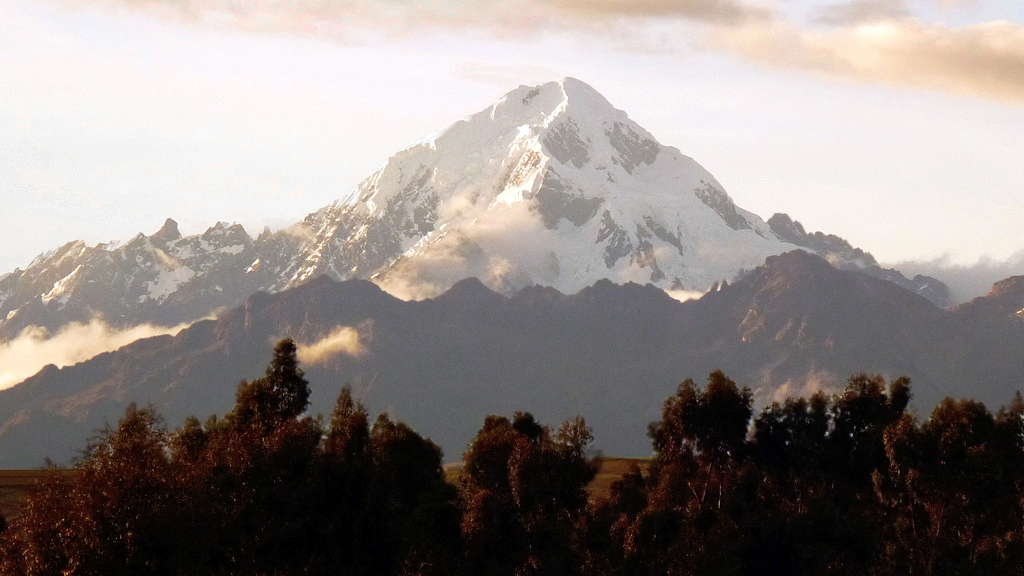

13°9′51″S 72°19′33″W / 13.16417°S 72.32583°W
韋羅尼卡山（西班牙語：Nevado Verónica），是秘魯的山峰，位於庫斯科大區的拉孔本西翁省，處於奧揚泰坦博西北面，屬於安第斯山脈中烏魯潘帕山脈的一部分，海拔高度5,682米。